# ديك ديفيس
ديك ديفيس (بالإنجليزية: Dick Davies)‏ مواليد 21 يناير 1936 في هاريسبرج - الوفاة 25 فبراير 2012، كان لاعب كرة سلة أمريكي. بلغ طوله 6 قدم 1 بوصة (1.9 م).

## الميداليات
| الميدالية | المسابقة                       |
| --------- | ------------------------------ |
| ذهبية     | الألعاب الأولمبية الصيفية 1964 |

## روابط خارجية
- ديك ديفيس على موقع الاتحاد الدولي لكرة السلة (الإنجليزية)
- ديك ديفيس على موقع سبورتس رفرنس (الإنجليزية)
- ديك ديفيس على موقع كلية كرة السلة في سبورتس رفرنس.كوم (الإنجليزية)
- ديك ديفيس على موقع ريلجم (الإنجليزية)
- ديك ديفيس على موقع سبورتس رفرنس (الإنجليزية)
- ديك ديفيس على موقع أوليمبيديا (الإنجليزية)